# Гадойбоев, Муминджон
Муминджон Гадойбоев (тадж. Муминљони Гадойбоев; род. 18 марта 1993 года) — таджикский футболист, вратарь клуба «Парвоз».

## Клубная карьера
Муминджон дебютировал за «Худжанд» 15 октября 2011 года в матче против «Равшана». Это был его единственный матч в сезоне. В следующем сезоне молодой вратарь был резервным голкипером и зачастую оставался за спиной Абдуазиза Махканова. В матче пятого тура с клубом «ЦСКА-Памир» Махканов получил травму, и Муминджон провёл свой второй матч в чемпионате страны. Молодой игрок принял участие ещё в пяти встречах чемпионата, но затем снова стал запасным. В сезоне-2013 Муминджон снова долгое время оставался за спиной Махканова и появился на поле лишь четыре раза. В 2014 году футболиста приобрёл «Парвоз». Там Муминджон стал третьим вратарём, в основном в матчах чемпионата выступали Умаров и Колоттей. Его единственный матч в сезоне-2014 состоялся 13 мая во встрече против «Вахша».

## Карьера в сборной
Муминджон был ключевым футболистом таджикской «молодёжки» на Кубке Содружества 2014. В составе олимпийской сборной он участвовал на летних азиатских играх в Инчхоне, однако был там лишь запасным голкипером. Главный тренер национальной сборной Таджикистана Мухсин Мухамадиев вызывал Муминджона на матчи белорусами и палестинцами, однако Гадойбоев на поле в них не выходил.